# Patricia St. John
Patricia Mary St. John (* 5. April 1919 in Southampton, England; † 15. August 1993 in Coventry, England) war eine britische Krankenschwester und Missionarin in Marokko sowie Autorin christlicher Kinder- und Jugendliteratur.

## Leben
Patricia St. John war das dritte von fünf Kindern der Missionare Harold und Ella St. John. Sie kam in England kurz nach der Rückkehr ihrer Eltern aus Südamerika zur Welt. Den größten Teil ihrer Kindheit verbrachte sie in England, erlebte jedoch im Alter von sieben Jahren auch die Schweiz, wohin sie mit ihrer Mutter und ihren Geschwistern für ein Jahr zog, nachdem ihr Vater wieder in die Überseemission eingestiegen war. In ihrem zweiten Buch Spuren im Schnee sind nach eigenen Angaben viele Erinnerungen aus dieser Zeit in Rossinière bei Montreux verarbeitet.
Während des Zweiten Weltkriegs erlernte Patricia St. John im St. Thomas Hospital in London den Beruf der Krankenschwester. Nach dem Krieg arbeitete sie zunächst für mehrere Jahre als Hausmutter im Internat ihrer Tante in Nordwales (Clarendon Girls School, St. George, Abergele), bis sie sich 1949 entschied, ihrem Bruder Farnham nach Marokko zu folgen, der dort als Arzt tätig war. In Tanger arbeitete sie als Krankenschwester im Missionskrankenhaus, ging später für einige Jahre ins Rif-Gebirge und wohnte in Chefchaouen. Außerdem unternahm sie während der 27 Jahre, die sie in der Mission tätig war, auch Reisen in den Libanon, die Türkei, nach Ruanda und Äthiopien. 1976 kehrte sie dann nach England zurück, wo sie in Coventry ihre letzten Lebensjahre verbrachte. Hier engagierte sie sich im ortsansässigen christlichen Kinderhilfswerk Global Care, das sie mitbegründet hatte und deren Präsidentin sie zeitweise war. Für Global Care war sie unter anderem in Rumänien und Äthiopien unterwegs, um dort zu helfen. Als Folge der Reise nach Äthiopien entstand das Buch Mehrit – Was Liebe vermag.

## Werk
Ihr erstes Buch Das Geheimnis von Wildenwald schrieb Patricia St. John noch im heimischen England auf Anfrage der Internatskinder nach einer spannenden Geschichte. Oft sind in ihren Geschichten Parallelen zu ihrem eigenen Leben zu finden. So spielt ihr Buch Spuren im Schnee in einem fiktiven Ort in der Schweiz, der nach dem Vorbild der Gegend kreiert ist, in der Patricia als Teenager selbst einige Jahre verbrachte. Hamid und Kinza sowie andere Bücher spielen wiederum in Marokko, wo sie jahrelang arbeitete. Die meisten ihrer Bücher schrieb sie für Kinder, aber auch einige Biographien und historische Romane stammen aus ihrer Feder.
Ihre Bücher Das Geheimnis von Wildenwald, Spuren im Schnee, Hamid und Kinza, Der verschlossene Garten und Wo der Fluss beginnt wurden von Regisseuren wie Johannes Osberghaus und Sendern wie HBO und ERF als Hörspiel bzw. Film veröffentlicht. Die Geschichte von Spuren im Schnee wurde unter dem Titel Die Kinder vom Berghof außerdem als Animationsserie im Fernsehen bekannt, wobei in ihr der Handlung des Buches mehrere Folgen vorangestellt werden, die das Leben der Protagonisten Annette und Lucien und ihrer Familien sowie Freunde in den Bergen zeigen. Michael Pritchard verfilmte 1980 Das Geheimnis von Wildenwald und Spuren im Schnee als Farbfilme (Tanglewood's Secret und Treasures of the Snow), letzteren filmte er mehrheitlich in der Schweiz (Rossinière).

## Veröffentlichungen (Auswahl)
- Spuren im Schnee („Treasures of the Snow“, Scripture Union 1950)
- Das Geheimnis von Wildenwald („The Tanglewoods' Secret“, 1948)
- Hamid und Kinza („Star Of Light“, 1953)
- Der verschlossene Garten („Rainbow Garden“, Scripture Union 1960)
- Wo der Fluss beginnt („Where The River Begins“, 1980)
- Lucys Entdeckungen („The Mystery of Pheasant Cottage“, 1977)
- Überraschung im Morgengrauen („The Secret Of The Fourth Candle“, 1960)
- So groß ist Gott („Would You Believe It?“)
- Die silberne Straße („Three Go Searching“, Moody Publishers 1966)
- Flecky und Flauschi („The Other Kitten“, Scripture Union 1984)
- Mein Freund Frisky („Friska My Friend“)
- Regenbogen im Sturm („Nothing else matters“)
- Die Spur führt nach Jerusalem („The Runaway“, auch „The Victor“)
- Flucht in die Freiheit, deutscher Originaltitel: Einer lief davon („Twice Freed“, 1970)
- Mehrit – Was Liebe vermag („I Needed a Neighbour“)
- Die Gleichnisse Jesu erzählt für Kinder
- Abenteuer Gebet. Wie rede ich mit Gott? („Prayer Is An Adventure“)
- Nur der Himmel ist die Grenze: Die Geschichte der Ruanda-Mission („Breath of Life: The Story of the Ruanda Mission“; Deutsche Übersetzung: Hänssler Verlag, 1978)
- Harold St. John – Reisender in Sachen Gottes („Harold St. John: A Portrait“)
- Die Autobiografie („Patricia St. John Tells Her Own Story“)

### Hörspiel-Adaptionen
- Wo der Fluss beginnt. (Hörspielbearbeitung: Johannes Osberghaus; ERF-Verlag, 1986)
- Der verschlossene Garten. (Hörspielbearbeitung: Johannes Osberghaus; ERF-Verlag, 1989?)
- Das Geheimnis von Wildenwald. (Hörspielbearbeitung: Johannes Osberghaus; ERF-Verlag, 1991; Wiederveröffentlichung auf CD erschienen 2007 unter leicht verändertem Titel „Das Geheimnis vom Wildenwald“)

#### Rundfunkproduktion
- Spuren im Schnee. (Hörspielbearbeitung: Johannes Osberghaus; Evangeliums-Rundfunk)

### Comic-Adaptionen
- Rettung in der Nacht: Zwei Bildergeschichten nach „Spuren im Schnee“ und „Der Umhang“ (aus „Überraschung im Morgengrauen“) von Patricia St. John. (Illustration: Gwen Gibson; Deutsche Übersetzung: Ingeburg Heidelmann; Verlag Bibellesebund, 1979), ISBN 3-87982-031-7
- Alarm um Terry: Bildgeschichte nach dem Buch „Das Geheimnis von Wildenwald“ von Patricia St. John. (Illustration: Gwen Gibson; Deutsche Übersetzung: Ingeburg Heidelmann; Verlag Bibellesebund, 1979), ISBN 3-87982-027-9
- Eliane als Detektiv: Eine Bildergeschichte nach dem Buch „Der verschlossene Garten“ von Patricia St. John. (Illustration: Gwen Gibson; Deutsche Übersetzung: Ingeburg Heidelmann; Verlag Bibellesebund, 1980), ISBN 3-87982-037-6

### Verfilmungen
- Das Geheimnis vom Wildenwald (Originaltitel: „Tanglewoods' Secret“, Vereinigtes Königreich, 1980; Deutsche Synchronisation: Hänssler Verlag)
- Spuren im Schnee (Originaltitel: „Treasures of the Snow“, Vereinigtes Königreich, 1980; Deutsche Synchronisation: Hänssler Verlag)

### Medienkombinationen aus Präsentations-Bildband und Textheft für öffentlichen Vortrag
- No Darkness At All („Star of Light“, Textadaption: Rose-Mae Carvin, Zweifarbige Illustrationen: John Hertzler, 1960 Bible Visuals International / 2005 überarbeitete Neuauflage mit Farb-Illustrationen)
- Whiter Than Snow („Treasures Of The Snow“, Textadaption: Rose-Mae Carvin, Zweifarbige Illustrationen, 1962 Bible Visuals International / 2010 überarbeitete Neuauflage mit Farb-Illustrationen von Debby Saint)
- Secret In The Woods („The Tanglewoods' Secret“, Textadaption: Ruth C. Prideaux, Zweifarbige Illustrationen: John Hertzler, 1963 Bible Visuals International / 2012 überarbeitete Neuauflage mit Farb-Illustrationen von Debby Saint)
- Rainbow Garden: Elaine’s Search For Joy (Textadaption: Rose-Mae Carvin, Zweifarbige Illustrationen: Frances H. Hertzler, Bible Visuals International, 1963 sowie unveränderte Neuauflage 2012)
- Where The River Begins (Textadaption: Karen E. Weitzel, Farb-Illustrationen: Vernon Henkel, 2011 Bible Visuals International)
- Helen Frazee-Bower: Penny and the Christmas Star / Patricia St. John: How Turea Kept Christmas. Two Illustrated Stories (Illustrationen: Frances H. Hertzler, 2017 Bible Visuals International)
- Salvation in the South Seas: A Story of Fiji (Textadaption: Rose-Mae Carvin, Illustrationen: Frances H. Hertzler, 2018 Bible Visuals International)